# Clybourne Park
 (juin 2022).
 (juin 2022).
La mise en forme du texte ne suit pas les recommandations de Wikipédia : il faut le « wikifier ».
Les points d'amélioration suivants sont les cas les plus fréquents. Le détail des points à revoir est peut-être précisé sur la page de discussion.
- Les titres sont pré-formatés par le logiciel. Ils ne sont ni en capitales, ni en gras.
- Le texte ne doit pas être écrit en capitales (les noms de famille non plus), ni en gras, ni en italique, ni en « petit »…
- Le gras n'est utilisé que pour surligner le titre de l'article dans l'introduction, une seule fois.
- L'italique est rarement utilisé : mots en langue étrangère, titres d'œuvres, noms de bateaux, etc.
- Les citations ne sont pas en italique mais en corps de texte normal. Elles sont entourées par des guillemets français : « et ».
- Les listes à puces sont à éviter, des paragraphes rédigés étant largement préférés. Les tableaux sont à réserver à la présentation de données structurées (résultats, etc.).
- Les appels de note de bas de page (petits chiffres en exposant, introduits par l'outil «  Source ») sont à placer entre la fin de phrase et le point final[comme ça].
- Les liens internes (vers d'autres articles de Wikipédia) sont à choisir avec parcimonie. Créez des liens vers des articles approfondissant le sujet. Les termes génériques sans rapport avec le sujet sont à éviter, ainsi que les répétitions de liens vers un même terme.
- Les liens externes sont à placer uniquement dans une section « Liens externes », à la fin de l'article. Ces liens sont à choisir avec parcimonie suivant les règles définies. Si un lien sert de source à l'article, son insertion dans le texte est à faire par les notes de bas de page.
- La présentation des références doit suivre les conventions bibliographiques. Il est recommandé d'utiliser les modèles {{Ouvrage}}, {{Chapitre}}, {{Article}}, {{Lien web}} et/ou {{Bibliographie}}. Le mode d'édition visuel peut mettre en forme automatiquement les références.
- Insérer une infobox (cadre d'informations à droite) n'est pas obligatoire pour parachever la mise en page.

Pour une aide détaillée, merci de consulter Aide:Wikification.
Si vous pensez que ces points ont été résolus, vous pouvez retirer ce bandeau et améliorer la mise en forme d'un autre article.
 (juin 2022).
Si vous disposez d'ouvrages ou d'articles de référence ou si vous connaissez des sites web de qualité traitant du thème abordé ici, merci de compléter l'article en donnant les références utiles à sa vérifiabilité et en les liant à la section « Notes et références ».
Clybourne Park est une pièce de Bruce Norris écrite en 2010 comme un spin-off de la pièce A Raisin in the Sun (1959) de Lorraine Hansberry. Elle dépeint des événements fictifs se déroulant pendant et après la pièce de Hansberry et est vaguement basée sur des événements historiques qui se sont déroulés dans la ville de Chicago. Elle a été jouée en février 2010 au Playwrights Horizons à New York, situé dnas l'état de New York aux États-Unis. La pièce a été jouée au Royaume-Uni au Royal Court Theatre de Londres dans une production mise en scène par Dominic Cooke. La pièce a donné sa première représentation à Chicago à la Steppenwolf Theatre Company dans une production dirigée par Amy Morton, membres de l'ensemble Steppenwolf. Comme décrit par le Washington Post, la pièce "appliqué une touche moderne aux questions de race et de logement et aux aspirations à une vie meilleure". Clybourne Park a reçu le prix Pulitzer de théâtre 2011 et le Tony Award 2012 de la meilleure pièce.

## Résumé

### Acte I: 1959
Bev et Russ, parents en deuil, envisagent de vendre leur maison dans le quartier blanc de la classe moyenne de Chicago, à Clybourne Park. Ils reçoivent la visite de leur ecclésiastique local, Jim, ainsi que de leur voisin Karl Linder, dont la femme Betsy est sourde et enceinte. Karl les informe que la famille qui achète leur maison est noire et supplie Russ de se retirer de l'accord, de peur que la baisse de la valeur des propriétés de la région ne chasse les voisins des Lindner et ne les isole si des résidents noirs emménagent. Il devient évident que la famille afro-américaine emménageant sont les Youngers, les protagonistes de A Raisin in the Sun , et le voisin est Karl Lindner, le personnage mineur de cette pièce qui a tenté de soudoyer les Younger pour qu'ils abandonnent leur projet d'emménager dans le quartier. L'action se déroule environ une heure après le départ de Karl Lindner de la résidence Youngers' Hamilton Park, où ils ont rejeté sa première tentative de corruption. Alors que des disputes s'ensuivent sur les problèmes potentiels d'intégration du quartier, les deux couples appellent maladroitement la gouvernante noire de Russ et Bev et son mari, Francine et Albert, pour exprimer leurs points de vue opposés. Russ finit par craquer et jette tout le monde hors de la maison, affirmant qu'il ne se soucie plus de ses voisins après que leur communauté a évité son fils Kenneth lorsqu'il est rentré chez lui après la guerre de Corée, ce qui a contribué au suicide de Kenneth, qui s'est produit à l'intérieur de la maison.

### Acte II: 2009
Situé dans la même maison que l'acte I, les mêmes acteurs réapparaissent en jouant différents personnages. Au cours des cinquante années qui ont suivi, Clybourne Park est devenu un quartier entièrement noir, qui s'embourgeoise maintenant. Un couple blanc, Steve et Lindsey (joués par les mêmes acteurs qui ont joué Karl et Betsy dans l'acte I), cherchent à acheter, raser et reconstruire la maison à plus grande échelle, et sont obligés de négocier les réglementations locales en matière de logement avec un couple noir, Kevin et Lena (joués par les mêmes acteurs que Francine et Albert), qui représentent la régie du logement. Lena est liée à la famille Younger (et porte le nom de la matriarche Lena Younger) et ne veut pas que la maison soit démolie. L'avocate de Steve et Lindsey, Kathy (jouée par Bev) se révèle être la fille de Karl et de sa femme sourde, Betsy, et mentionne que sa famille a quitté le quartier au moment de sa naissance. Une discussion cordiale sur les codes du logement dégénère rapidement en une question raciale, à l'instigation d'un Steve inquiet, qui estime que le masque du "politiquement correct" permet une sorte de préjugé plus subtil à leur encontre . L'alternance de dégoût et de rejet qui s'ensuit révèle les ressentiments des deux parties, et plusieurs commentaires gênants poussent Steve à raconter une blague raciste et homophobe qui offense autant Kevin que l'autre avocat, Tom (joué par Jim), qui est gay. La discussion est interrompue à plusieurs reprises par Dan (joué par Russ), un ouvrier qui a trouvé la malle militaire de Kenneth enterrée dans la cour arrière. Alors que la bagarre éclate et que les deux couples se retournent contre eux-mêmes, Dan ouvre le coffre et trouve la note de suicide de Kenneth.
Dans un court épilogue, nous voyons Bev en 1957, surprendre son fils réveillé tard dans la nuit, vêtu de son uniforme militaire. Il prétend s'habiller pour un entretien d'embauche, bien qu'il soit clair qu'il écrit sa note de suicide. Le laissant s'occuper de la maison, Bev observe que "je crois vraiment que les choses sont sur le point de changer pour le mieux".

### Contexte historique
Les parents de Hansberry ont acheté une maison dans le quartier blanc connu sous le nom de Washington Park Subdivision, ce qui a donné lieu à une action en justice ( Hansberry c. Lee, 311 US 32 [1940]). La maison de la famille Hansberry, un trois étages en briques rouges au 6140 S. Rhodes, qu'ils ont acheté en 1937, est en lice pour le statut de point de repère devant le comité du conseil municipal de Chicago sur la préservation des monuments historiques.

## Production
La pièce a été créée Off-Broadway à Playwrights Horizons le 21 février 2010, avant de se terminer le 21 mars 2010. Réalisé par Pam MacKinnon, le casting comprenait Frank Wood, Annie Parisse, Jeremy Shamos, Crystal A. Dickinson, Brendan Griffin, Damon Gupton et Christina Kirk.
La pièce a été créée au Royaume-Uni en août 2010 au Royal Court Theatre de Londres sous la direction de Dominic Cooke, directeur artistique du théâtre, et avec Sophie Thompson, Martin Freeman, Lorna Brown, Sarah Goldberg, Michael Goldsmith, Lucian Msamati, Sam Spruell et Stefan Rhodri. Il a été transféré au Wyndham's Theatre dans le West End avec la plupart des acteurs originaux, à l'exception de Martin Freeman, remplacé par Stephen Campbell Moore ; et Steffan Rhodri, remplacé par Stuart McQuarrie.
Même avant la première de la pièce à Broadway, elle a eu plusieurs productions notables dans des théâtres régionaux : La Woolly Mammoth Theatre Company (Washington DC) l'a mise en scène en mars 2010, sous la direction du directeur artistique Howard Shalwitz,. La Caldwell Theatre Company (Boca Raton, Floride) l'a mis en scène en janvier 2011, avec Clive Cholerton à la direction et avec Gregg Weiner, Karen Stephens, Brian D. Coats, Kenneth Kay, Patti Gardner, Cliff Burgess et Margery Lowe. La première de la pièce à Chicago a eu lieu en septembre 2011 à la Steppenwolf Theatre Company, dirigée par le membre de l'ensemble Steppenwolf Amy Morton et mettant en vedette le membre de l'ensemble James Vincent Meredith avec Karen Aldridge, Cliff Chamberlain, Stephanie Childers, Kirsten Fitzgerald , John Judd et Brendan. Marshall-Rashid ; la production a fermé en novembre 2011,,.
En octobre/novembre 2011, la pièce était en résidence avec la Trinity Repertory Company à Providence, Rhode Island, avec Brian Mertes réalisant et mettant en vedette Mauro Hantman, Rachael Warren, Mia Ellis, Anne Scurria, Timothy Crowe, Tommy Dickie et Joe Wilson Jr.  De janvier à mars 2012, la pièce a été présentée à la Arden Theatre Company dans la vieille ville de Philadelphie , dirigée par Ed Sobel et mettant en vedette David Ingram, Julia Gibson, Erika Rose, Steve Pacek, Josh Tower, Ian Merrill Peakes et Maggie Lakis. Le Philadelphia Inquirer a déclaré : « Un casting remarquablement habile dirigé par Edward Sobel crée des personnages qui flirtent avec les stéréotypes, mais deviennent réels et crédibles... C'est une satire amère qui nous fait rire tout en nous accusant." 
La pièce a débuté à Broadway au Walter Kerr Theatre le 19 avril 2012 (en avant-première à partir du 26 mars 2012) pour un engagement limité de 16 semaines. Les acteurs d'Off-Broadway ont repris leurs rôles,. La pièce a été nommée pour plusieurs Tony Awards et a remporté celui de la meilleure pièce.
En 2013, la pièce a été mise en scène au Guthrie Theatre (de mai à juin 2013), dans un répertoire tournant avec A Raisin in the Sun au Dallas Theatre Center, et dans un répertoire tournant avec Kwame Kwei-Armah . Beneatha's Place au Center Stage de Baltimore.
La pièce a eu plusieurs productions en 2014 : en janvier au Grand Rapids Civic Theatre en février 2014, au Wichita Center for the Arts à Wichita, Kansas, et en septembre en ouverture de saison pour l'Hippodrome State . Théâtre à Gainesville, Floride. De plus, la première australienne de la pièce a eu lieu en mars à l'Ensemble Theatre de Sydney ; la course était prévue pour cinq semaines, mais s'est vendue avant la soirée d'ouverture et a ensuite été prolongée à un autre endroit.

## Récompenses et nominations
Récompenses
- 2011 Laurence Olivier Award de la meilleure nouvelle pièce [22]
- Prix Pulitzer de théâtre 2011 [23]
- Prix mondial du théâtre 2012 - Crystal A. Dickinson
- 2012 Tony Award de la meilleure pièce

Nominations
- 2010 London Critics Circle pour la meilleure nouvelle pièce[24]
- 2010 Evening Standard Theatre Award de la meilleure pièce[25]
- 2011 Chicago Jeff Award de la meilleure pièce (grand format)
- 2011 South Bank Sky Arts Award de la meilleure pièce [26]
- 2012 Tony Award de la meilleure mise en scène d'une pièce de théâtre
- 2012 Tony Award de la meilleure performance d'un acteur dans un rôle vedette dans une pièce de théâtre - Jeremy Shamos
- 2012 Tony Award de la meilleure conception scénique d'une pièce de théâtre - Daniel Ostling